# 銭学森
銭 学森（せん がくしん、拼音 Qián Xuésēn、ウェード式 Tsien Hsue-shen、1911年12月11日 - 2009年10月31日）は、中華人民共和国の科学・技術者。専門は空気力学、制御工学。
東風弾道ミサイル・長征打上げロケット・海鷹2号巡航ミサイル（シルクワームミサイル）等の開発を指揮。アメリカ合衆国における最初期の弾道ミサイル開発者でジェット推進研究所（JPL）の共同設立者でもあり、第二次世界大戦中は世界で初めて原子爆弾を開発したマンハッタン計画に関与した。米中の交渉で中国に渡り、中国の宇宙開発に貢献して毛沢東中国共産党主席の命名で「火箭王」（ロケット王）と呼ばれた。中国科学院・中国工程院研究員。

## 略歴
- 1911年12月11日（清宣統3年10月21日） 浙江省の杭州府に生まれる。
- 1918年 北京第二実験小学に入学する。
- 1921年 北京高等師範学院第一附小に転入する。
- 1923年 北京高等師範学院附属中学に入学する。
- 1929年 国立交通大学上海本部（現在の上海交通大学の前身）[7]に入学し、鉄道工学を学び[8]、機械工学の学士号を取得した[9]。
- 1934年10月 清華大学[10]の公費留学生（庚款留学）試験合格者20人の一人に選ばれて清華大学教授の王士倬に師事する[11]。
- 1935年 渡米してマサチューセッツ工科大学の航空学科に入学した[12]。
- 1936年 マサチューセッツ工科大学で修士号を取得した[9]。
- 1939年 カリフォルニア工科大学で博士号を取得した[9]。
- 1942年 マンハッタン計画に参加する[2][3][13]。
- 1944年 米国国防総省の科学顧問。
- 1945年 アジア人としては唯一人、アメリカ陸軍航空軍の科学諮問団の一員としてドイツに赴き、アメリカへのV2ロケット技術移転のためにドイツ人科学者尋問の任に携わる[14]。
- 1947年 マサチューセッツ工科大教授となる。
- 1949年 カリフォルニア工科大教授となる。
- 同年、米国市民権を申請した[9]。
- 1950年 ロバート・オッペンハイマーの弟でアメリカ共産党党員のフランク・オッペンハイマー（英語版）らと秘密の集会に参加したとして共産主義者の嫌疑がかけられる[15]。2週間ほどの取調後、軟禁状態に置かれる[14]。
- 1955年 アメリカ合衆国大統領のドワイト・アイゼンハワーの許可で朝鮮戦争の米軍捕虜と交換で中国側に引き渡される[16][17]。このとき、カリフォルニア工科大学の学長や大勢の友人らが見送りに来ている。
- 1956年2月17日：銭はミサイル開発に関する提案を中国の指導者に提出した[18]。
- 同年8月6日：国防部第五局[注 1][19]が創設され、銭はその第一副局長兼総工程師に就任した[注 2][20]。
- 同年10月8日：国防部第五研究院（中国語版）[注 3][19]が創設され、銭は翌年にその院長に就任した[注 2][20][21]。
- 同年12月24日：ソ連からR-2弾道ミサイル2機と関連する打上げ用装備が北京に到着し、1059計画と呼ばれるDF-1弾道ミサイルの開発プロジェクトが事実上始動する[22]。
- 1957年 中国科学院自然科学1等賞[23]。
- 1958年 中国科学技術大学創立に参画。銭はカリフォルニア工科大学を参照にしたとされる[14]。
- 1959年8月 中国共産党に入党する。
- 1966年 中国初の核弾道ミサイル「東風2号」の打ち上げに成功[14]。
- 1970年 中国初の人工衛星「東方紅1号」の打ち上げに成功[14]。
- 文化大革命中に批判の対象となりロケット開発の職を剥奪される[14]。（その後、復活する）
- 1991年 ロケット開発の職を退く。このときの引退記念式典では、当時の中国の最高権力者である江沢民がスピーチを述べている[14]。
- 1999年9月、中国の核ミサイル及び人工衛星開発に貢献した科学者に贈られる両弾一星功労勲章を授与される。
- 2009年10月31日、逝去[24]。97歳没。葬儀には歴代の中国共産党会総書記である胡錦涛、江沢民、習近平も出席している[14]。

## エピソード
- 小惑星3763は銭学森 (Qianxuesen)と名付けられている。小惑星の一覧_(3001-4000)#(3701-3800)参照。
- アーサー・C・クラーク『2010年宇宙の旅』に登場する中国の宇宙船「チェン号」は銭学森に名を取ったものである。
- 中国人体科学学会を設立するなど特異功能（超能力、気功）研究者でもあった[25]。
- 一時入隊していたアメリカ合衆国陸軍での階級は中佐であり[26][27]、ドイツで米軍に投降したヴェルナー・フォン・ブラウンを最初に尋問した一人であった[28][29][30]。
- 米国初の核ミサイルであるコーポラルの開発に繋がったプライベートAの開発責任者だった[28]。
- ジュネーブで中国と取引して米国政府が銭学森を引き渡したことをアメリカ合衆国海軍長官も務めたダン・A・キンボール（英語版）は「アメリカ史上最も愚かな行為」と批判した[31]。
- 中国に戻るとき、逮捕釈放後に住まいを探す等の手助けをしてくれたカリフォルニア工科大学の研究仲間フランク・マーブルに「20年後に会おう」と語った[14]。
- 1976年、オランダの映画監督ヨリス・イヴェンスの映画『愚公、山を移す』で取材を受け、文革時代のことについて、自分は楽観的で、中国は進歩するだろう、それを見たかった、だから自殺をすることもなかった、とインタビューに答えている[14]。
- 1979年、米中国交回復間もないこの頃、カリフォルニア工科大学から優秀卒業生の賞を授与するとの招待状が届くが、アメリカ政府が正式に謝罪しない限り渡米することはないとして応じなかった[14]。
- 1990年前後、かつての友人フランク・マーブルと再会、このとき、銭は、我々は中国のために多くのことをしてきた、人々は十分な食料を手に入れ働き進歩している、でも彼らは幸せではないんだ、と語ったという[14]。
- 銭が亡くなる前、フランク・マーブルが再訪、優秀卒業生のメダルとかつて米政府からの逮捕時に没収されていた論文を持ってきて渡した[14]。
- エンジニアリング・サイバネティクス（英語版）を提唱し[32]、工学者の立場からの中国政府への助言は一人っ子政策や三峡ダム構想などのテクノクラティックな計画にも影響を与えたとされる[33]。
- 五代十国時代の呉越国王銭鏐から数えて33代目の子孫。

## 系譜
- 父：銭家治 （1880年 - 1969年、字は均夫）
- 母：章蘭娟
- 妻：蔣英 （蔣方震（字は百里）と佐藤屋子（中国名・佐梅）の娘）
  - 子：銭永剛
  - 女：銭永真

```
 　　　　　　　┏━━━━━━┻━━━┓
 　　　　　　銭家潤　　　　　　　　銭家治
 　　　　　　　┃　　　　　　　　　　┃
 　　　　　　　┃　　　　　　　　　　┃　　　　　
 　　　　　　銭学榘　　　　　　　　
銭学森━
┳━━蔣英
 　　┏━━━━╋━━━━┓　　　　　      ┃
 　　┃　　　　┃　　　　┃　　　　　┏━━┻━━┓
 　銭永佑　　銭永楽　　
銭永健
　　　銭永剛　　　銭永真
 　　　　　　　（ロジャー・Y・チエン）
```

## 著書
1. 『工程控制論』：科学出版社（1958年・1980年）、上海交通大学出版社（2007年）
2. 『物理力学講義』：科学出版社（1962年）、上海交通大学出版社（2007年）
3. 『星際航行概論』：科学出版社（1963年）、中国宇航出版社（2008年）
4. 『水動力学講義手稿』：上海交通大学出版社（2007年）